# Barking (Suffolk)
Barking est un village et une paroisse civile du Suffolk, en Angleterre.